# Rino Gaetano

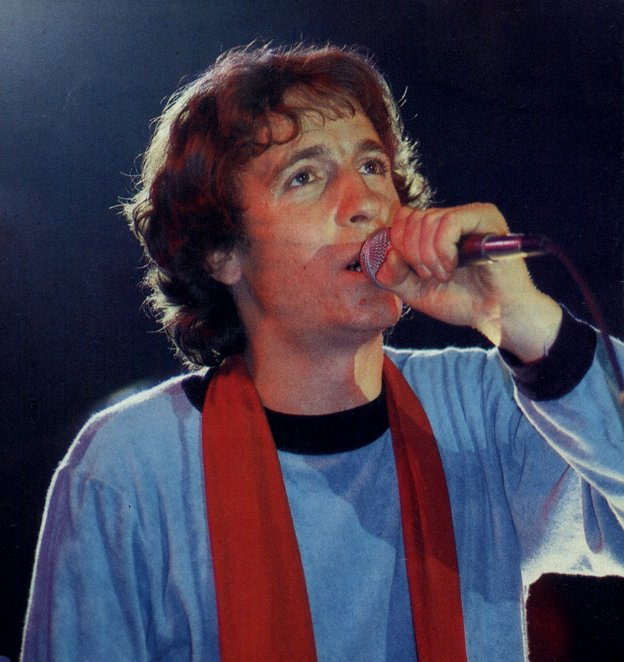
Rino Gaetano (1981)

Salvatore Antonio „Rino“ Gaetano (* 29. Oktober 1950 in Crotone, Kalabrien; † 2. Juni 1981 in Rom) war ein italienischer Cantautore (Liedermacher).
Während seiner kurzen Karriere, die er 1973 in Rom begann, wurde Gaetano durch seinen besonders sarkastischen und surrealistischen Stil bekannt, mit eigenwilligen und oft respektlosen Texten, einem speziellen Gesangsstil und ausgefallenen Performances. Er entwickelte sich zu einem ironischen Kommentator der italienischen Gesellschaft der 1970er-Jahre. Den Höhepunkt seines Erfolges erreichte Rino Gaetano mit dem Lied Gianna, das er beim Sanremo-Festival 1978 präsentierte. Auch nach seinem frühen Tod war seine Popularität ungebrochen und er erlangte Kultstatus in der italienischen Musikszene.

## Leben und Karriere
Gaetano verbrachte seine ersten zehn Lebensjahre im kalabrischen Crotone, bevor seine Familie nach Rom (in den Bezirk Monte Sacro) zog. Sein Vater arbeitete als Portier, er selbst besuchte eine Schule für Vermessungstechniker. Neben der Schule begann er, Erfahrungen im Theater und mit der Gitarre zu sammeln. Seine musikalischen Darbietungen im bekannten römischen Künstlertreff Folkstudio erregten das Interesse von Vincenzo Micocci von der Plattenfirma It und 1973 konnte er seine erste Single I love you Marianna / Jaqueline veröffentlichen, noch unter dem Pseudonym Kammamuri’s (fiktionaler Held aus den Abenteuerromanen von Emilio Salgari). 1974 erschien schließlich sein Debütalbum Ingresso libero, das jedoch weitestgehend unbeachtet blieb.
Im Jahr darauf meldete er sich mit der Single Ma il cielo è sempre più blu zurück, die Gaetano erstmals mehr Aufmerksamkeit verschaffte. Das zweite Album Mio fratello è figlio unico (1976) enthielt neben dem Titelsong auch das bekannte Berta filava. Mit weiteren Veröffentlichungen gelang es Gaetano in diesen Jahren, sich einen Namen zu machen als origineller Künstler, der ernste Themen auf unterhaltsame Art zu vermitteln weiß. 1977 erschien das Album Aida, 1978 schaffte der Musiker hingegen endgültig den Durchbruch, als er mit dem Lied Gianna beim Sanremo-Festival 1978 den dritten Platz erreichte. Die Single erreichte die Spitze der italienischen Charts (Wolfgang Petry gelang mit der deutschsprachigen Coverversion Gianna (Liebe im Auto) auch ein Charterfolg in Deutschland). Im Anschluss an die Sanremo-Teilnahme erschien das Album Nuntereggaepiù.
Nach diesem Erfolg wechselte Rino Gaetano zum Label RCA und veröffentlichte das Album Resta vile maschio dove vai. Mit dem Sommerhit Ahi Maria und den anschließenden Tourneen stieg seine Popularität in ganz Italien weiter. Doch nach der Veröffentlichung des nächsten Albums E io ci sto (1980) landete er in einer künstlerischen Krise. Nur ein Jahr später kam der Musiker 30-jährig bei einem Verkehrsunfall auf der Via Nomentana in Rom ums Leben und wurde auf dem Campo di Verano begraben.

## Nachwirkung

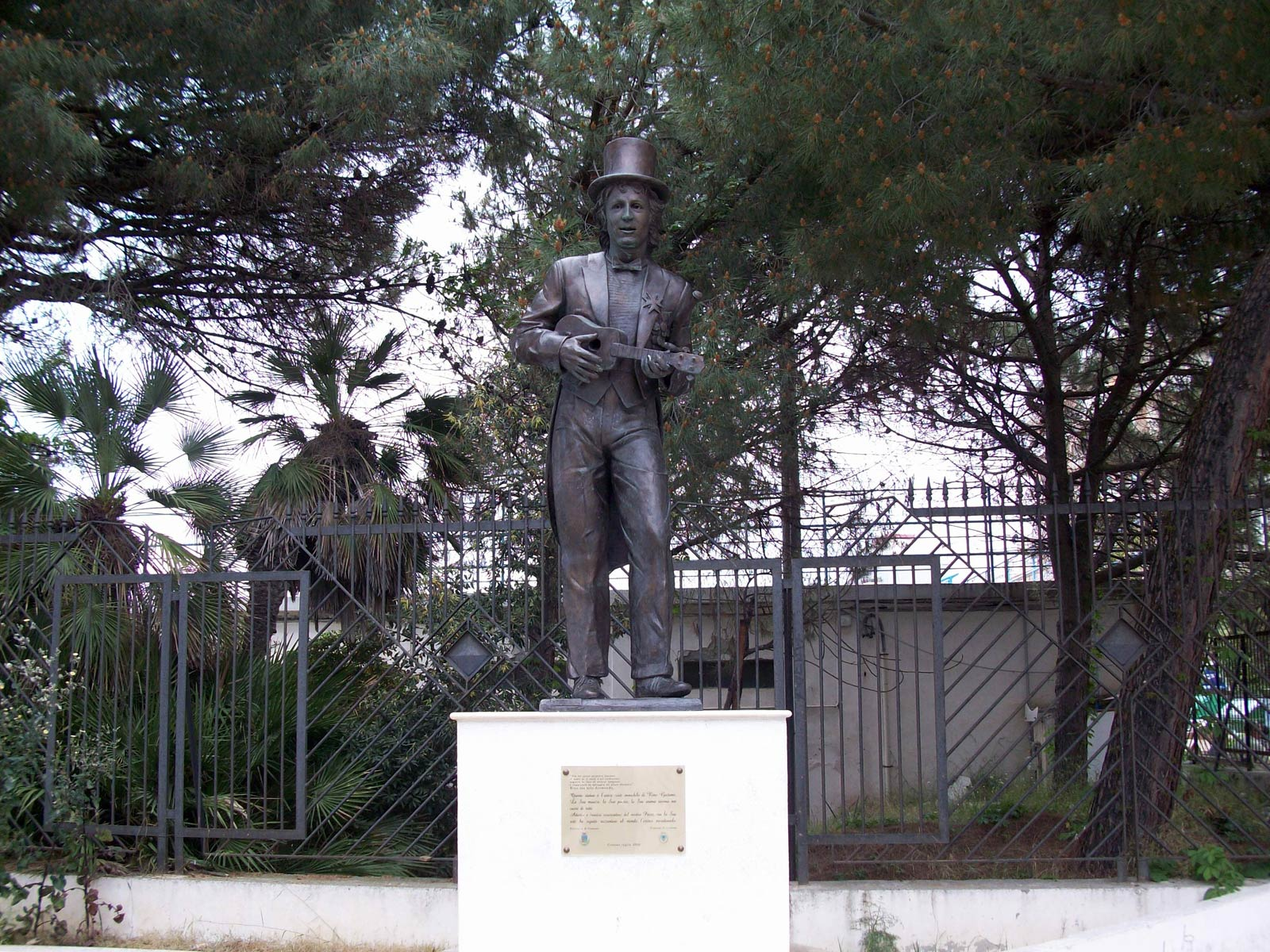
Bronzestatue in Crotone

Trotz seiner kurzen und unvermittelt beendeten Karriere, war Rino Gaetano postum eine große Wirkung gegönnt und er erlangte regelrechten Kultstatus. Nach seinem Tod erschien eine Vielzahl von Büchern über den Musiker, aber auch eine Reihe von Kompilationen und Tributealben. Vielen dieser Veröffentlichungen gelangen beachtliche Charterfolge. Auch Tributebands wurden gegründet und viele seiner Lieder wurden von anderen Musikern gecovert.
1982 wurde zu Ehren Gaetanos der Musikpreis Premio Rino Gaetano initiiert. 2007 strahlte Rai 1 den Fernseh-Zweiteiler Rino Gaetano – Ma il cielo è sempre più blu unter der Regie von Marco Turco aus; der Musiker wurde dort von Claudio Santamaria gespielt. 2008 ließ man in seiner Heimatgemeinde Crotone eine Bronzestatue des Künstlers aufstellen, nahe seinem Geburtshaus. Außerdem wurden in ganz Italien Straßen und Plätze nach ihm benannt. Vom 16. Februar 2024 bis 28. April 2024 fand im Museo di Roma in Trastevere eine Rino Gaetano-Ausstellung statt.

## Diskografie

### Alben
| Jahr | Titel Musiklabel Katalog-Nr.                        | Höchstplatzierung, Gesamtwochen, AuszeichnungChartsChartplatzierungen (Jahr, Titel, Musiklabel Katalog-Nr., Platzierungen, Wochen, Auszeichnungen, Anmerkungen) | Anmerkungen                                    |
| Jahr | Titel Musiklabel Katalog-Nr.                        | IT | Anmerkungen                                    |
| ---- | --------------------------------------------------- | --- | ---------------------------------------------- |
| 1974 | Ingresso libero It ZSLT 70024                       | — |                                                |
| 1976 | Mio fratello è figlio unico It ZSLT 70029           | IT— Gold (2023)IT | 2001 Platz 74 (1 Woche) der FIMI-Charts        |
| 1977 | Aida It ZPLT 34016                                  | — |                                                |
| 1978 | Nuntereggae più It ZPLT 34037                       | IT18 (14 Wo.)IT |                                                |
| 1979 | Resta vile maschio, dove vai? RCA Italiana PL 31449 | — |                                                |
| 1980 | E io ci sto RCA Italiana PL 31539                   | — |                                                |
| 1981 | Q Concert RCA Italiana PG 33417                     | — | mit Riccardo Cocciante und New Perigeo Live-EP |

### Kompilationen
| Jahr | Titel Musiklabel                          | Höchstplatzierung, Gesamtwochen, AuszeichnungChartsChartplatzierungen (Jahr, Titel, Musiklabel, Platzierungen, Wochen, Auszeichnungen, Anmerkungen) | Anmerkungen                         |
| Jahr | Titel Musiklabel                          | IT | Anmerkungen                         |
| ---- | ----------------------------------------- | --- | ----------------------------------- |
| 1998 | La storia BMG Ricordi                     | IT22 (18 Wo.)IT | Erstveröffentlichung: 19. Mai 1998  |
| 2003 | Sotto i cieli di Rino RCA Italiana        | IT2 (93 Wo.)IT | Erstveröffentlichung: 7. Juli 2003  |
| 2007 | Figlio unico BMG Ariola                   | IT27 (14 Wo.)IT |                                     |
| 2008 | I successi                                | IT62 (3 Wo.)IT |                                     |
| 2009 | Live & Rarities                           | IT10 (10 Wo.)IT | Erstveröffentlichung: 20. März 2009 |
| 2010 | …E cantavo le canzoni                     | IT37 Gold · (6 Wo.)IT | Erstveröffentlichung: 27. Juli 2010 |
| 2014 | Grandi interpreti italiani – Rino Gaetano | IT92 (1 Wo.)IT |                                     |
| 2019 | Ahi Maria 40th                            | IT25 (5 Wo.)IT | Erstveröffentlichung: 5. Juli 2019  |
| 2021 | Istantanee & tabù                         | IT20 (2 Wo.)IT | Erstveröffentlichung: 25. Juni 2021 |

Weitere Kompilationen
- 1990: Gianna e le altre… (BMG Ariola)
- 1993: Aida ’93 (BMG Ariola)
- 1996: Superbest (BMG Ricordi)
- 2008: The Essential Rino Gaetano (RCA Italiana)
- 2014: Solo con io (RCA Italiana)

### Singles
| Jahr | Titel Album                    | Höchstplatzierung, Gesamtwochen, AuszeichnungChartsChartplatzierungen (Jahr, Titel, Album, Platzierungen, Wochen, Auszeichnungen, Anmerkungen) | Anmerkungen                                                      |
| Jahr | Titel Album                    | IT | Anmerkungen                                                      |
| ---- | ------------------------------ | --- | ---------------------------------------------------------------- |
| 1978 | Gianna Nuntereggae più         | IT1 ×2Doppelplatin (2024) · (15 Wo.)IT | 2007 Platz 25 (1 Woche) der Downloadcharts                       |
| 2007 | Aida –                         | IT— Gold (2021)IT | Platz 40 (1 Woche) der Downloadcharts                            |
| 2007 | Nuntereggae più –              | — | Platz 50 (1 Woche) der Downloadcharts                            |
| 2008 | Berta filava –                 | IT41 Gold (2023) · (4 Wo.)IT |                                                                  |
| 2009 | Ma il cielo è sempre più blu – | IT24 ×2Doppelplatin · (9 Wo.)IT | 2007 Platz 6 (2 Wochen) der Downloadcharts                       |
| 2014 | A mano a mano –                | IT9 ×4Vierfachplatin · (7 Wo.)IT | Teil des Soundtracks zu Allacciate le cinture von Ferzan Özpetek |

Weitere Singles
- 1973: I Love You Maryanna / Jaqueline (It ZT 7047)
- 1974: Tu, forse non essenzialmente tu (It ZT 7057)
- 1975: Ma il cielo è sempre più blu (It ZT 7060)
- 1976: Mio fratello è figlio unico / Sfiorivano le viole (It ZT 7062, IT: Gold (2024) )
- 1976: Berta filava / Mio fratello è figlio unico (It ZT 7064)
- 1976: Sfiorivano le viole (IT: Platin (2024) )
- 1977: Aida / Escluso il cane (It ZBT 7078)
- 1977: Aida / Spendi spandi effendi (It ZBT 7081)
- 1978: Gianna / Visto che mi vuoi lasciare (It ZBT 7086)
- 1978: Nuntereggae più / E cantava le canzoni (It ZBT 7091)
- 1979: Resta vile maschio, dove vai? / Ahi Maria (RCA Italiana PB 6343, IT: Gold (2024) )
- 1980: E io ci sto / Metà Africa metà Europa (RCA Italiana PB 6487)